# Berghausen, Rheinland-Pfalz
Berghausen är en kommun och ort i Rhein-Lahn-Kreis i det tyska förbundslandet Rheinland-Pfalz. Berghausen, som för första gången nämns i ett dokument från år 1260, har cirka 300 invånare.
Kommunen ingår i kommunalförbundet Verbandsgemeinde Aar-Einrich tillsammans med ytterligare 30 kommuner.